# Торханское сельское поселение
Торха́нское се́льское поселе́ние (чув. Турхан ял тӑрӑхӗ) — упразднённое муниципальное образование в составе Шумерлинского района Чувашской Республики. Административный центр — деревня Торханы.
Законом Чувашской Республики от 14.05.2021 № 31 к 24 мая 2021 году упразднено в связи с преобразованием Шумерлинского района в муниципальный округ.

## Административное деление
6 населенных пунктов: деревни Торханы, Синькасы, Бреняши, Молгачкино, Чертаганы, Мыслец.

## Население
| 2010 | 2012  | 2013  | 2014  | 2015  | 2016  | 2017 |
| ---- | ----- | ----- | ----- | ----- | ----- | ---- |
| 1179 | ↗1187 | ↘1175 | ↘1127 | ↘1085 | ↘1030 | ↘997 |
| 2018 | 2019  | 2020  | 2021  |       |       |      |
| ↘963 | ↘931  | ↘915  | ↘893  |       |       |      |

## Экономика
На территории сельского поселения расположены:
- Торханское участковое лесничество КУ «Шумерлинское лесничество»[14]
- СХПК «Комбинат»[3]

## Социальная сфера
- МОУ «Торханская начальная школа-детский сад»
- Торханская   поселенческая модельная библиотека
- Бреняшская  поселенческая модельная библиотека
- отделение связи
- Торханский фельдшерско-акушерский пункт
- Бреняшский фельдшерско-акушерский пункт
- Торханский культурно-образовательный центр
- Бреняшская библиотека-клуб
- Молгачкинский сельский клуб
- 2 магазина Шумерлинского РТП Аликовского РАЙПО
- 5 торговых точек предпринимателей без образования юридического лица[3].

## Достопримечательности
- Обелиск воинам, павшим в годы Великой Отечественной войны 1941—1945 гг.[3]